# Cooperativa La Unió
La Cooperativa La Unió és una obra de Premià de Mar (Maresme) protegida com a Bé Cultural d'Interès Local.

## Descripció
Edifici corredor amb escala de tres trams que connecta les dues parcel·les que ocupa. Pel carrer Sant Pau té crugia simple i gran escala d'accés al nivell de la planta. Pel carrer Aurora a la planta baixa té una crugia triple amb encavallades per permetre la planta lliure. La coberta és un terrat pla i una teulada a doble vessant a la banda del carrer Aurora.
La banda nord de l'immoble té composició simètrica. Consta de dues pilastres a doble alçada que divideixen la façana en tres crugies. La planta baixa té tres obertures amb llinda i la porta d'accés central de menor alçada. A la planta primera hi ha un balcó corregut amb curvatura central, tres finestres de mig punt amb motllura perimetral plana. A la banda sud trobem dues portes amb llinda i finestra amb llinda i al primer pis un balcó de ferro i finestra amb cornisa decorada amb maó vist.

## Història
La cooperativa de consum la constituïren els treballadors de Premià. El local era destinat a botiga de queviures, cafè tertúlia dels socis i sala d'espectacles. Durant la Guerra Civil va ser usat com a seu dels anarquistes i quan aquesta acabà, esdevingué local d'auxili social i posteriorment seu d'un grup d'entitat culturals.
La CNT el reivindicava com a seu.